# ديموقليس (جراب استهداف)

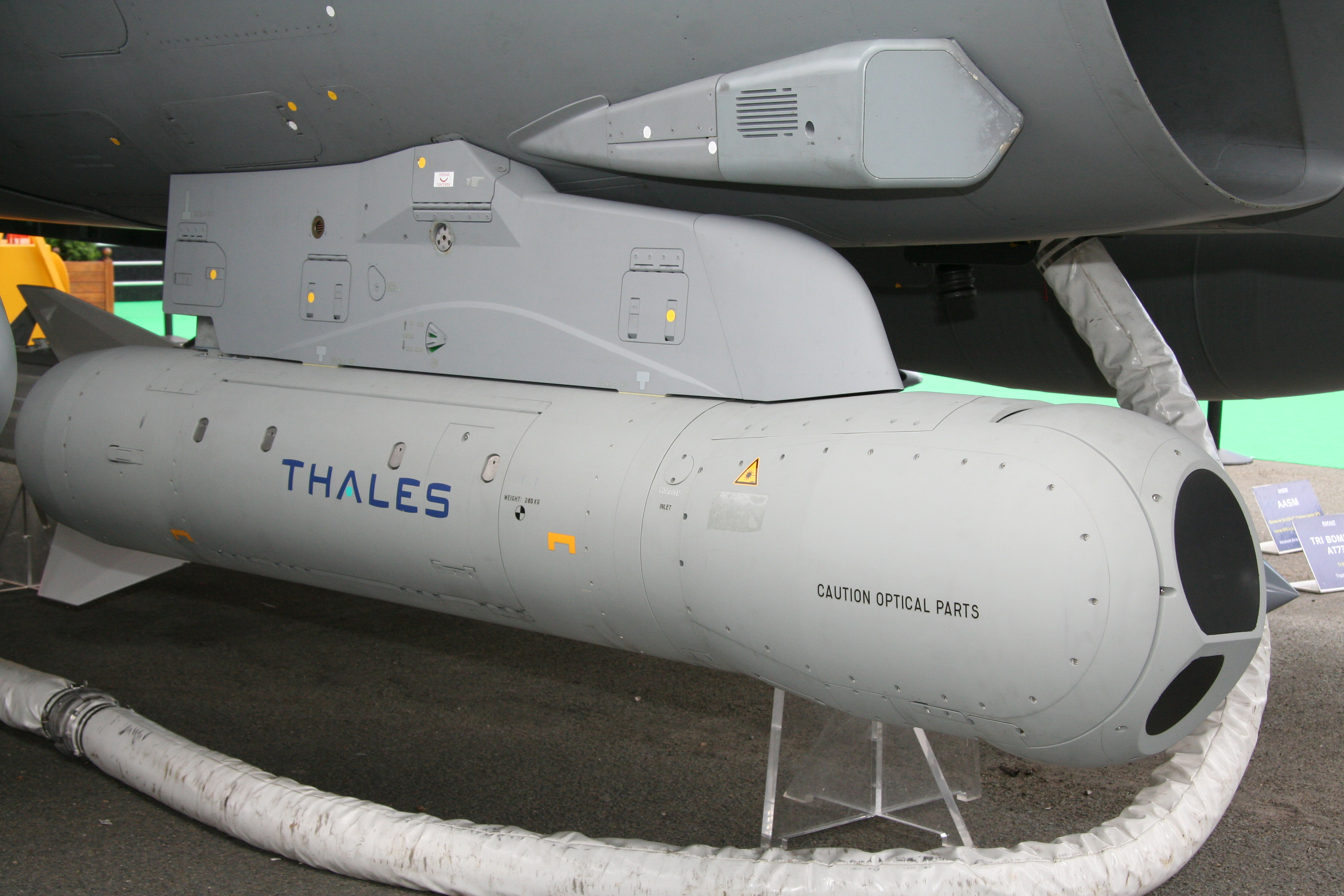
جراب استهداف ديموقليس على داسو رافال في معرض باريس للطيران 2009

ديموقليس (بالإنجليزية: Damocles)‏ هو جراب استهداف من الجيل الثالث عالي الأداء، اختير جراب ديموقليس من قبل سلاح الجو الفرنسي للعمل على أسطول الطائرات المقاتلة الهجومية.
يتم إنتاج ديموقليس من قبل مجموعة تاليس في الانكور، فرنسا.

## ميزات
يتميز ديموقليس بمحدد ليزر طويل المدى، ومدمج بملاحة متكاملة مع الرؤية الأمامية بالأشعة تحت الحمراء (FLIR) وصور عالية الدقة، ومتوافق تماما مع قنابل (Paveway) و(BGL) الموجهة بالليزر، والأسلحة الموجهة تصويريا، وAASM GPS/INS/أسلحة موجهة بالليزر.

## صادرات
مبيعات التصدير من جراب استهداف ديموقليس كالتالي:
- ماليزيا، التي تعمل على مقاتلات سوخوي سو-30 ام كي ام.
- الإمارات العربية المتحدة، على ميراج 2000-9 من داسو للطيران
- السعودية، والتي لديها أسطول مختلط من الطائرات البريطانية والأمريكية. والقوات الجوية الملكية السعودية ترفع ديموقليس على مقاتلات تورنادو ويوروفايتر تايفون.[1][2]

روسيا سوف ترخص لإنتاج جراب استطلاع تاليس ديموقليس للطائرات المقاتلة، بعد الاختبارات الناجحة للنظام مع مقاتلة سوخوي سو 30MKM متعددة المهام في ماليزيا.

## المشغلين

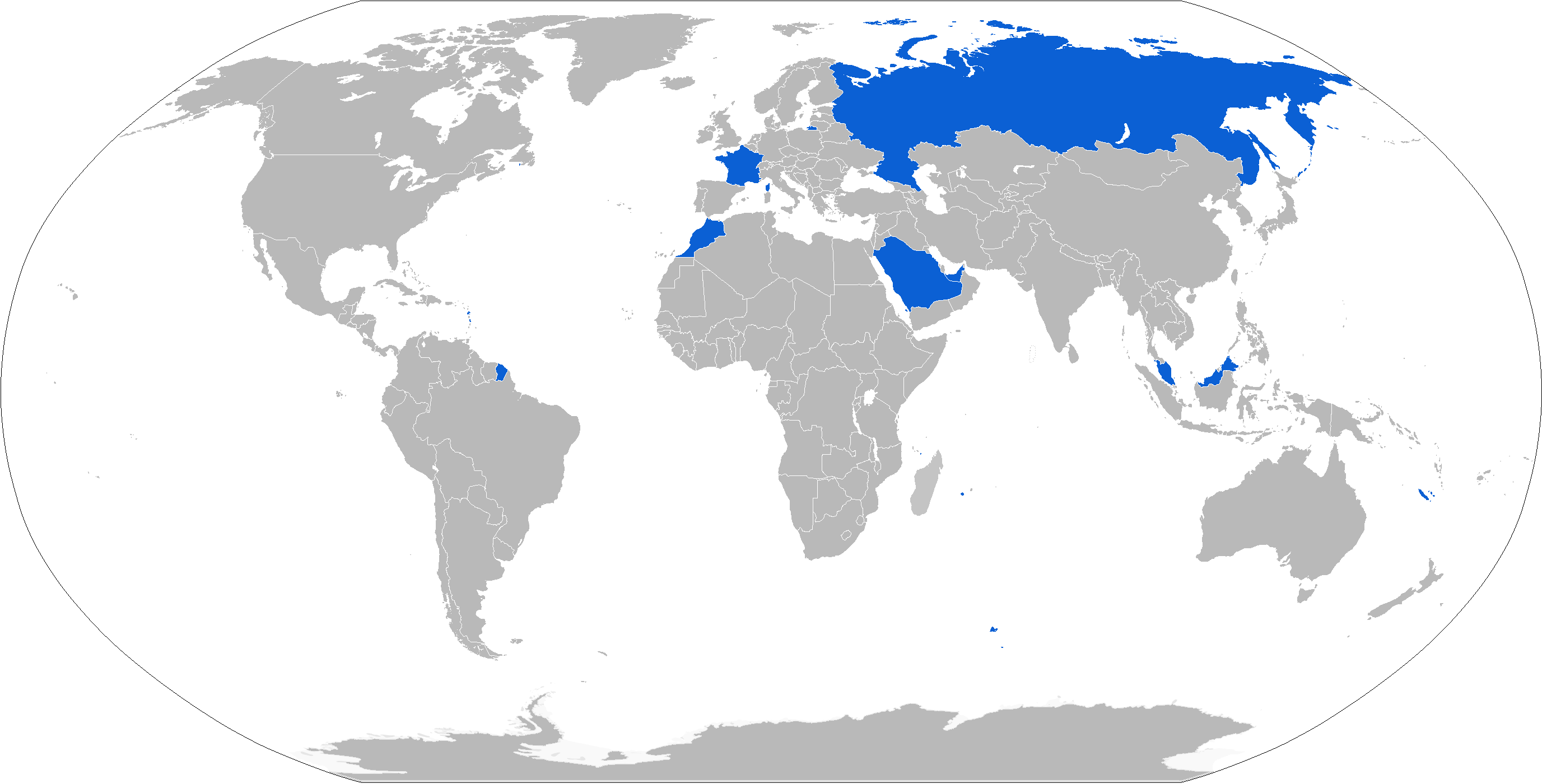
خريطة مشغلي ديموقليس باللون الزرقاء

### المشغلين الحاليين
- فرنسا - داسو رافال، داسو ميراج 2000، داسو سوبر اتندارد
- ماليزيا - سوخوي سو-30
- المغرب - داسو ميراج إف1
- السعودية - تورنادو
- الإمارات العربية المتحدة - داسو ميراج 2000

## وصلات خارجية
- Thales Damocles page
- Mirage 2000-9 special issue